# Diamond-Star Motors
Diamond-Star Motors (DSM) war ein Joint Venture zwischen der Chrysler Corporation und der Mitsubishi Motors Corporation (MMC) in der Automobilproduktion. Der Name leitet sich von den jeweiligen Logos der Muttergesellschaften ab: drei Diamanten von Mitsubishi und der Pentastar von Chrysler. Diamond-Star Motors wurde 1995 offiziell in Mitsubishi Motor Manufacturing of America, Inc. (MMMA) umbenannt, vier Jahre nachdem Mitsubishi die alleinige Kontrolle über das Werk übernommen hatte. Von 2002 bis 2016 lautete der offizielle Name Mitsubishi Motors North America, Inc. (MMNA) Manufacturing Division.
Der Begriff DSM wird im Allgemeinen oft für die Bezeichnung der Modelle Mitsubishi Eclipse, Eagle Talon und Plymouth Laser der ersten und zweiten Generation verwendet, die alle auf der gleichen Diamond-Star Motors-Fahrzeugplattform basieren. Die Produktionsstätte sowie der Sitz waren in Normal im US-Bundesstaat Illinois.

## Geschichte

### Hintergrund
Die Ursprünge von Diamond-Star Motors gehen auf das Jahr 1970 zurück, als die Chrysler Corporation im Rahmen der Expansionsstrategie von MMC durch Allianzen mit ausländischen Partnern eine 15-prozentige Beteiligung an Mitsubishi Motors übernahm. Das US-Unternehmen begann mit dem Vertrieb von Mitsubishis als Eigenimporte unter den Marken Chrysler, Dodge und Plymouth (z. B. Dodge Colt) – ein erfolgreiches Unterfangen, da die Kleinwagen in den 1970er Jahren die Nachfrage der Verbraucher nach kleineren und kraftstoffsparenderen Fahrzeugen erfüllten und damit eine Lücke im unteren Segment der Chrysler-Produktpalette füllten.
Bis 1982 importierte Chrysler jährlich 110.000 Mitsubishis. Es zeichnete sich jedoch ein gewisser Konflikt ab, da die Japaner nun direkt über ihre eigenen Händler verkaufen wollten. Zu dieser Zeit galt ein freiwilliges Importquotensystem, das die Anzahl der Autos, die japanische Hersteller in die USA einführen konnten, beschränkte. Als das japanische Unternehmen begann, seine eigenen Markenhändler zu eröffnen, um direkt zu verkaufen, musste jeder importierte Cordia, Tredia und Starion, der von Mitsubishi verkauft wurde, von Chryslers Zuteilung abgezogen werden. Ein weiterer Streitpunkt war, dass Chrysler bis 1990 das Vorkaufsrecht für alle Mitsubishi-Automobile auf dem US-Markt hatte.

### Zusammenarbeit der Unternehmen
Um dies zu umgehen, gründeten die beiden Partner im Oktober 1985 offiziell Diamond-Star Motors. Ein Anreizpaket im Wert von 274 Millionen US-Dollar und eine intensive und kontroverse Lobbyarbeit der staatlichen und lokalen Behörden führten dazu, dass Illinois den Zuschlag für das neue Automobilwerk erhielt, und im April 1986 erfolgte der erste Spatenstich für eine 180.000 m2 große Produktionsstätte in der Stadt Normal. Das Werk wurde im März 1988 mit einer Jahreskapazität von 240.000 Fahrzeugen fertig gestellt. 1989 gründeten die Arbeiter des Werks die United Auto Workers Local 2488 und unterzeichneten ihren ersten Vertrag mit dem Unternehmen.
Ursprünglich wurden in diesem Werk drei Modelle hergestellt. Der Mitsubishi Eclipse, der Plymouth Laser und der Eagle Talon waren kleinere 2+2-Sportwagen auf einer neuen, gemeinsam entwickelten Plattform. Zu den Modellen, die in den nächsten zehn Jahren produziert wurden, gehörten die außerdem Limousinen Mitsubishi Mirage, Dodge/Plymouth Colt, Eagle Summit, der Mitsubishi Galant, das Dodge Avenger Coupe/Chrysler Sebring Coupe und das Dodge Stratus Coupe.

### Rückzug von Chrysler
Ursprünglich war Diamond-Star Motors ein 50:50-Joint Venture zwischen Chrysler und Mitsubishi. Im Jahr 1991 erwarb das japanische Unternehmen jedoch den Anteil seines Partners, und von da an erfolgte die Herstellung von Chrysler-Fahrzeugen auf vertraglicher Basis. Chrysler verkaufte seine weiteren Anteile 1993 an Mitsubishi, und Diamond-Star Motors wurde am 1. Juli 1995 in Mitsubishi Motors Manufacturing America (MMMA) umbenannt. Trotz des Ausstiegs haben die beiden Unternehmen seither verschiedene Vereinbarungen über die Zusammenarbeit in der Produktion beibehalten und alle bis 1995 produzierten Fahrzeuge als Diamond Star Motors betrachtet.
In den 2000er Jahren produzierte das Werk Fahrzeuge auf der von Mitsubishi im Rahmen von „Project America“ für den amerikanischen Markt entwickelten Mitsubishi PS-Plattform, darunter den Endeavor, Galant und Eclipse. Durch eine Erweiterung im Jahr 2003 wurde das Werk auf 220.000 m² vergrößert. Mitte 2012 begann das Werk mit der Produktion des Mitsubishi ASX, der in den Vereinigten Staaten als Outlander Sport verkauft wird. In dem hochmechanisierten Werk arbeiteten rund 1.900 Menschen und etwa 1.000 Roboter.

### Schließung
Im Juli 2015 gab Mitsubishi bekannt, dass es die Produktion im Werk in Normal einstellen würde. Das Werk war mehrere Jahre lang weit unter seiner Kapazität betrieben worden. Im Jahr 2014 wurden nur etwas mehr als 61.000 Fahrzeuge bei einer Kapazität von 240.000 Fahrzeugen pro Jahr produziert. Die Produktion wurde nach Japan verlagert, wodurch Mitsubishi alle in Nordamerika verkauften Fahrzeuge importierte. Mitsubishi erklärte, dass es versuchen würde, das Werk zu verkaufen, um die Arbeitsplätze zu erhalten, dass aber das Werk bis November geschlossen werden würde, wenn kein Käufer gefunden würde. Letztendlich wurde nicht rechtzeitig ein Käufer gefunden, und die Produktion wurde am 30. November eingestellt. Die meisten der Beschäftigten (900 von 1200) wurden an diesem Tag entlassen, der Rest blieb, um bis zur endgültigen Schließung des Werks im Mai 2016 Ersatzteile herzustellen.
Seit 2017 befindet sich die Anlage im Besitz des amerikanischen Elektrofahrzeug-Start-ups Rivian, das das Werk und ihren Inhalt für 16 Millionen Dollar erwarb. Seit September 2021 wird hier der Rivian R1T produziert, später gefolgt vom R1S und dem Rivian EDV.

## Übersicht über produzierte Modelle
Folgende Modelle wurden im Werk produziert, wobei nur anfänglich der Name des Joint-Ventures DSM verwendet wurde (bevor Mitsubishi das Werk übernahm).

### Modelle von Mitsubishi

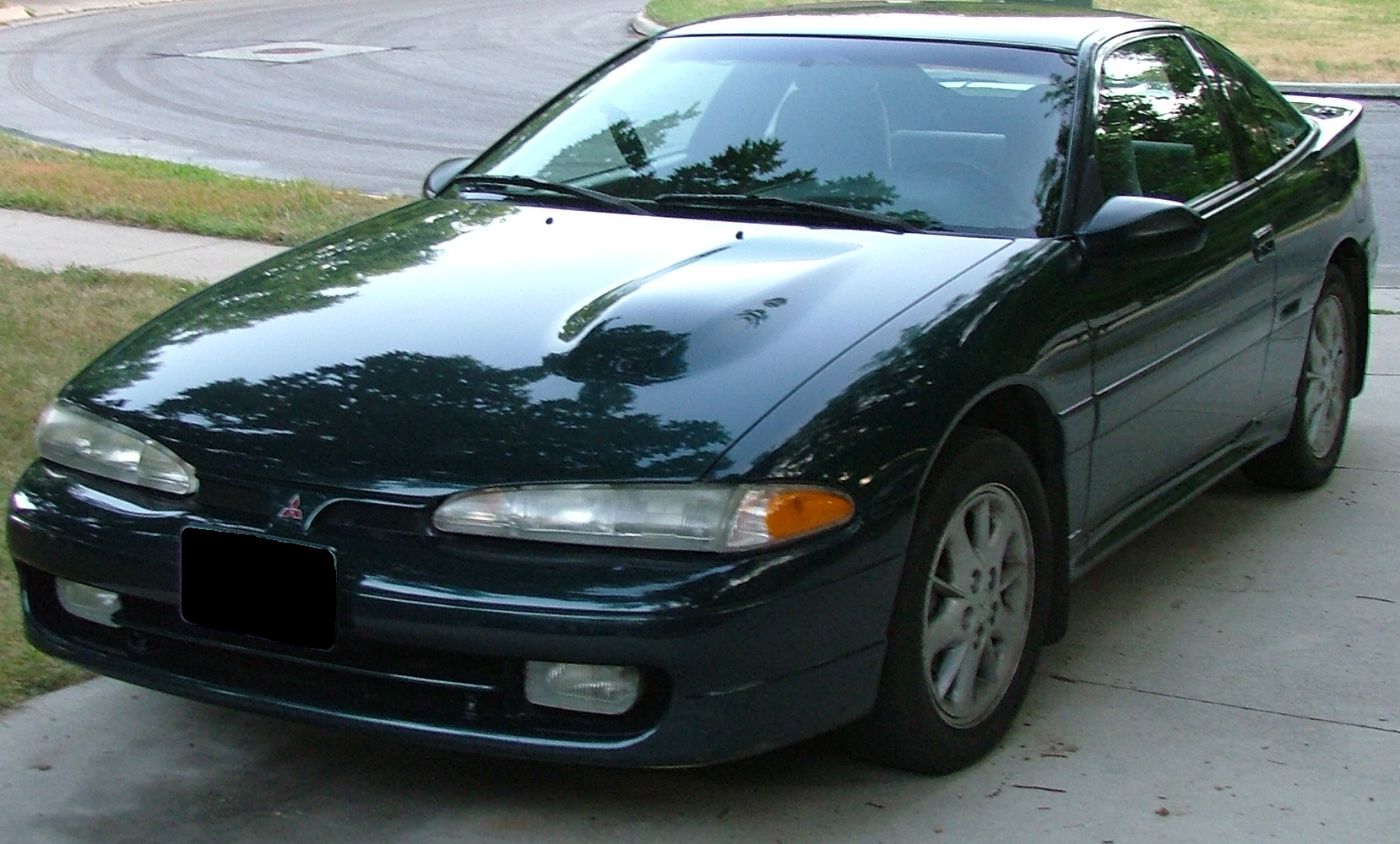
Mitsubishi Eclipse (1. Generation)
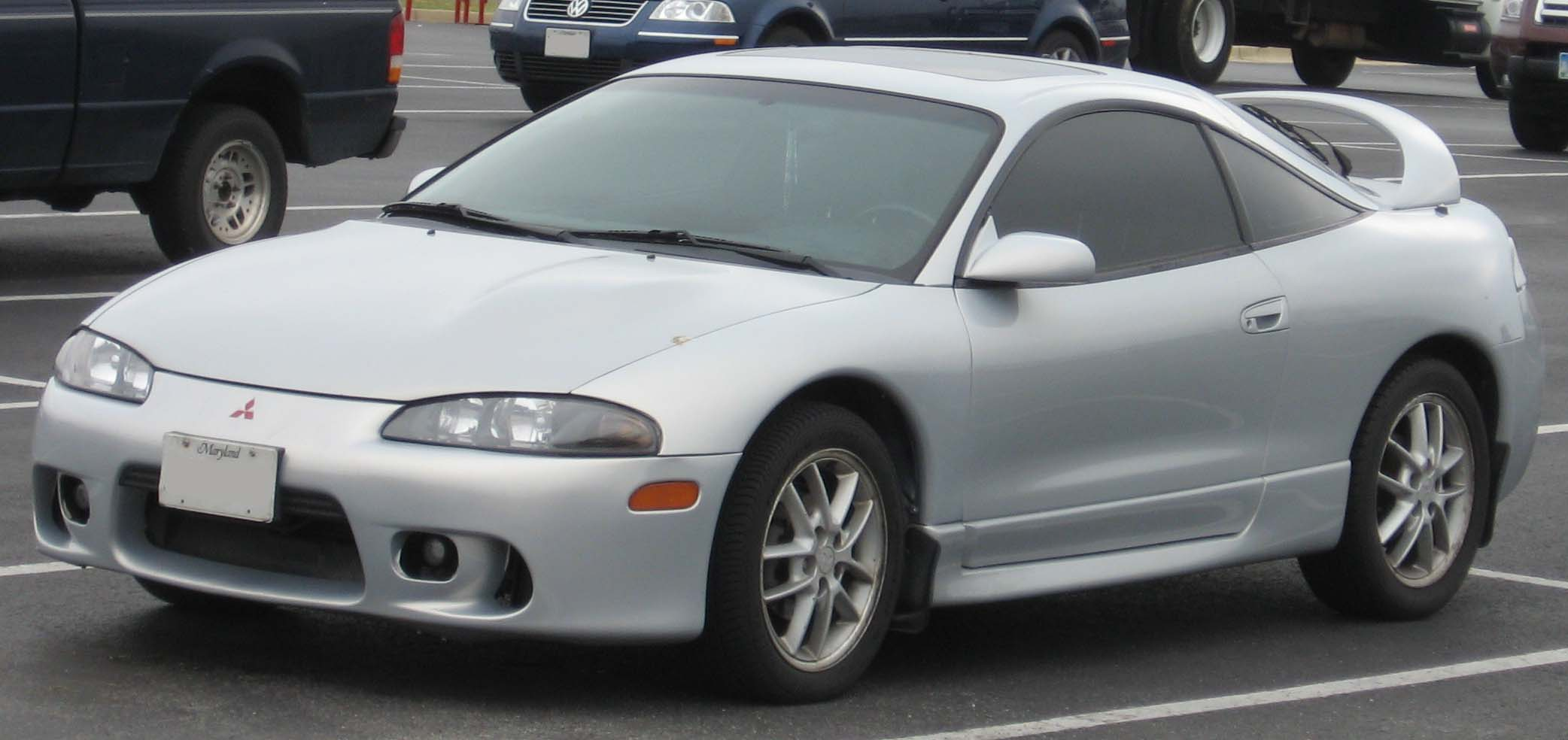
Mitsubishi Eclipse (2. Generation)
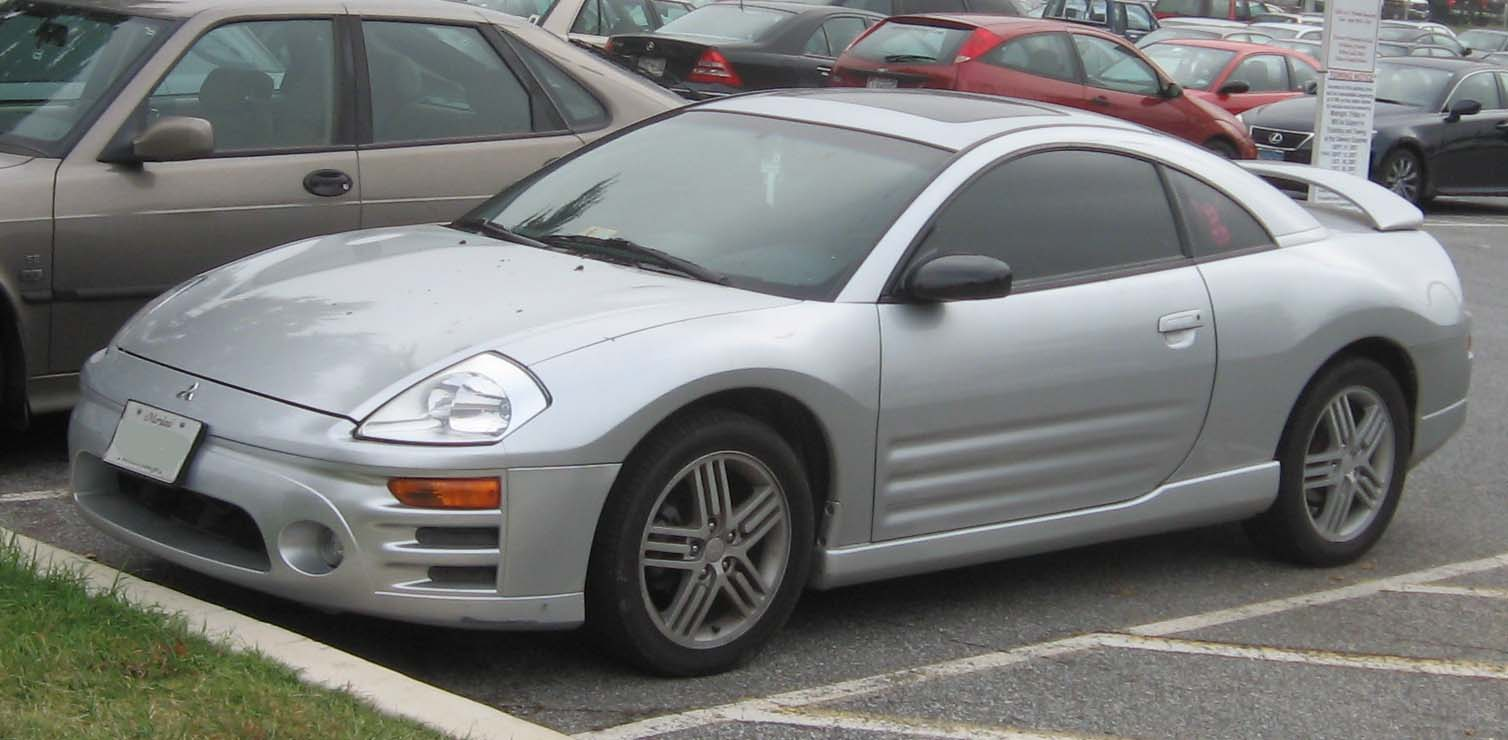
Mitsubishi Eclipse (3. Generation)
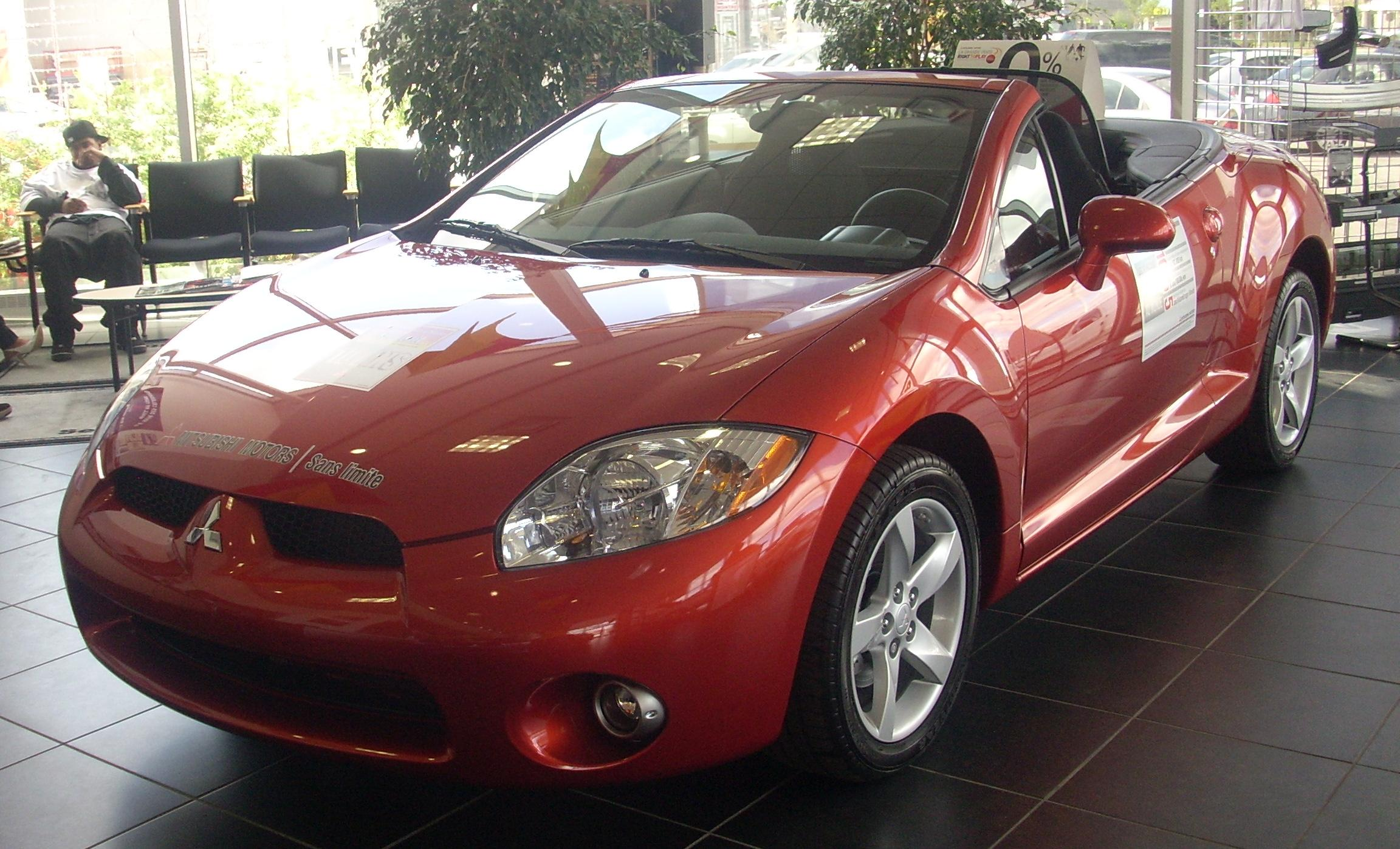
Mitsubishi Eclipse (4. Generation)
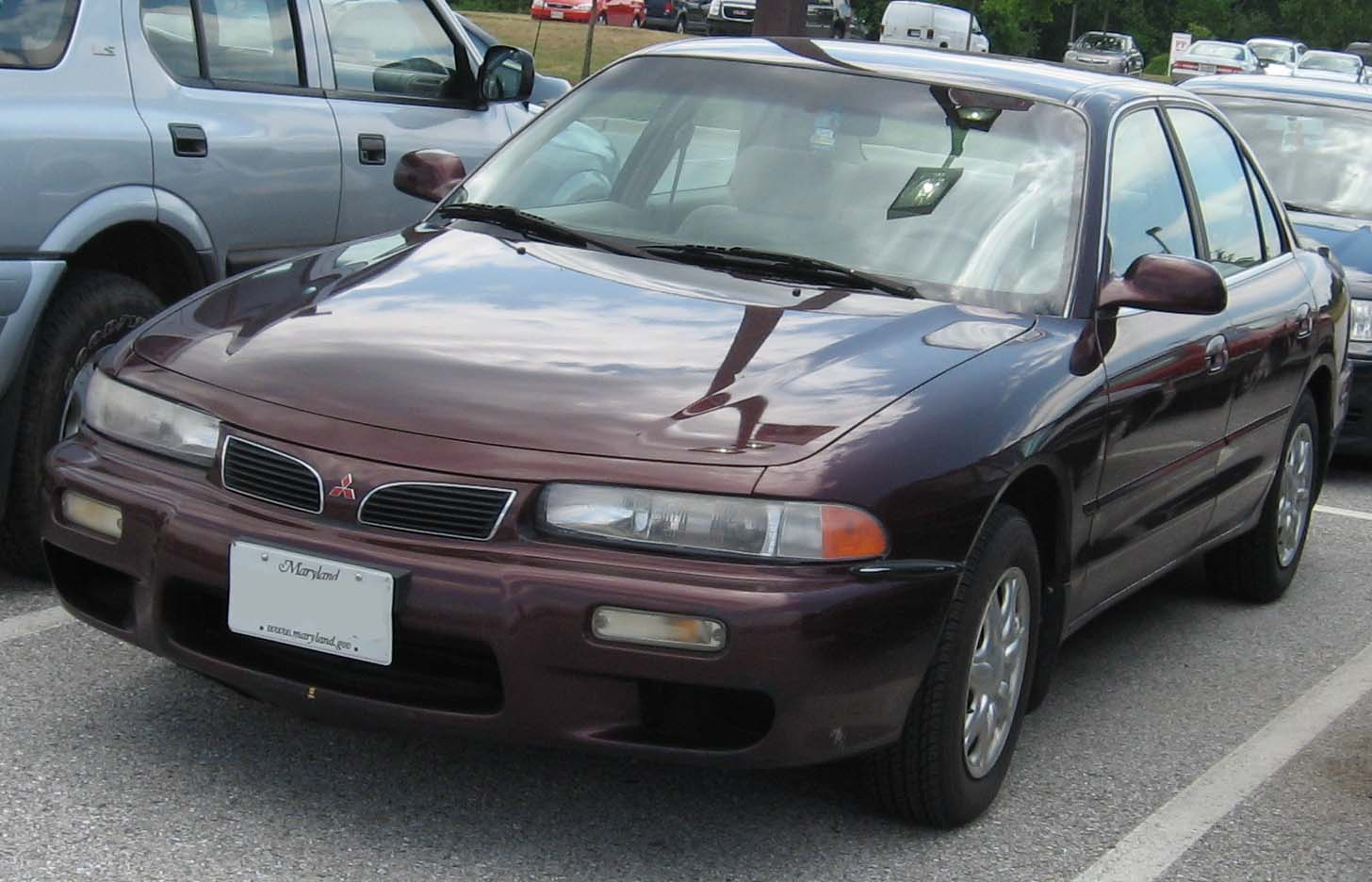
Mitsubishi Galant (7. Generation)
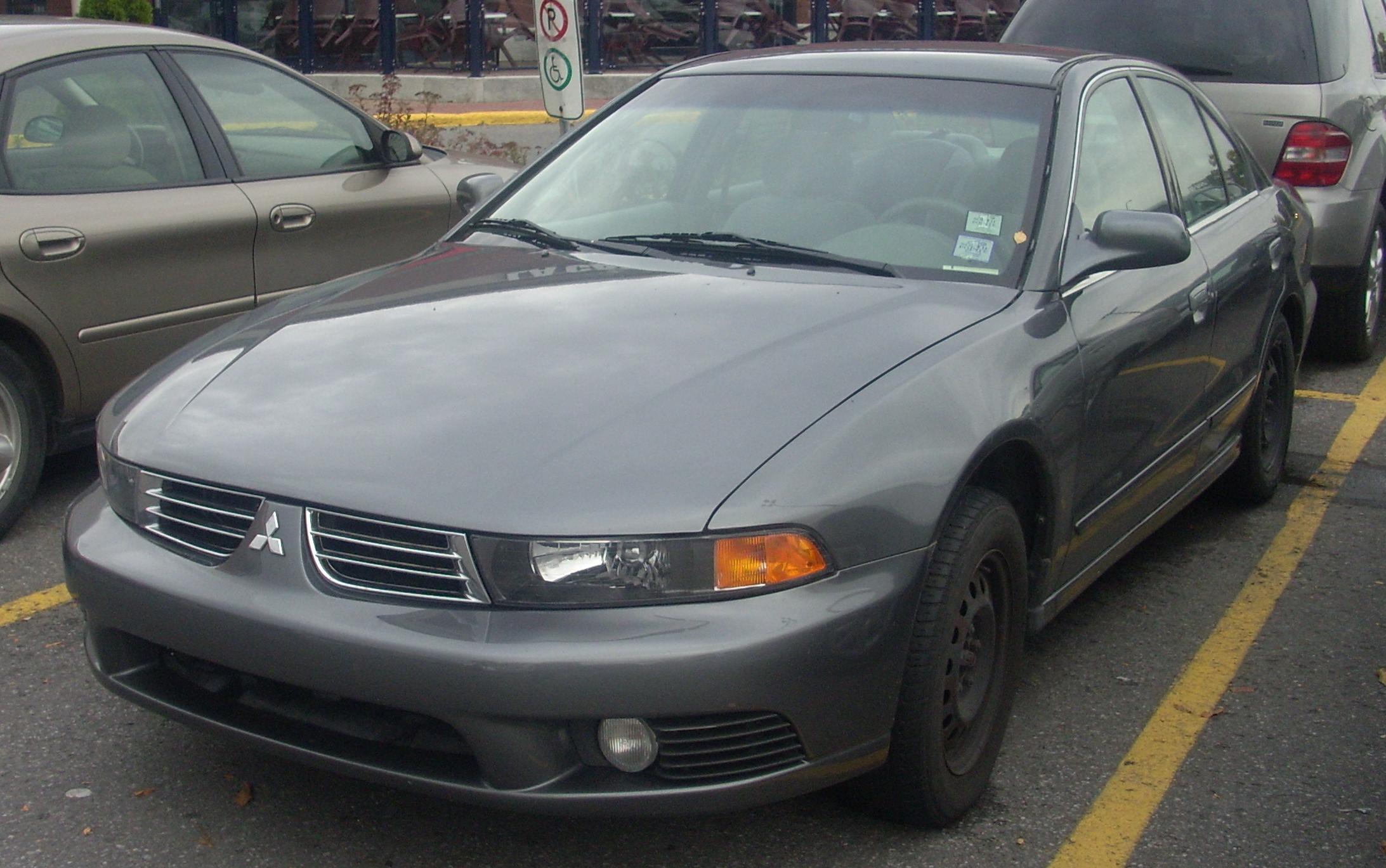
Mitsubishi Galant (8. Generation)
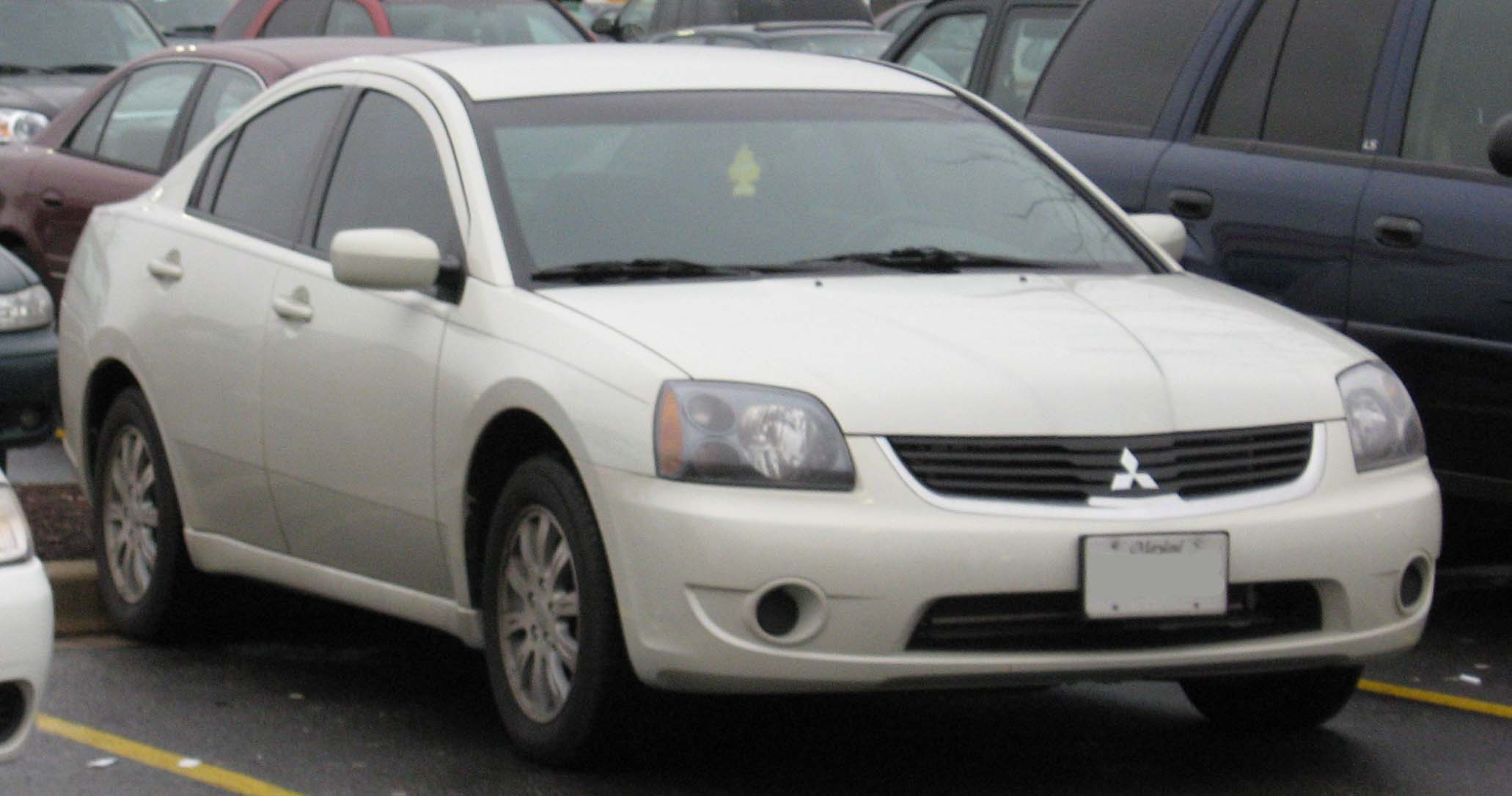
Mitsubishi Galant (9. Generation)
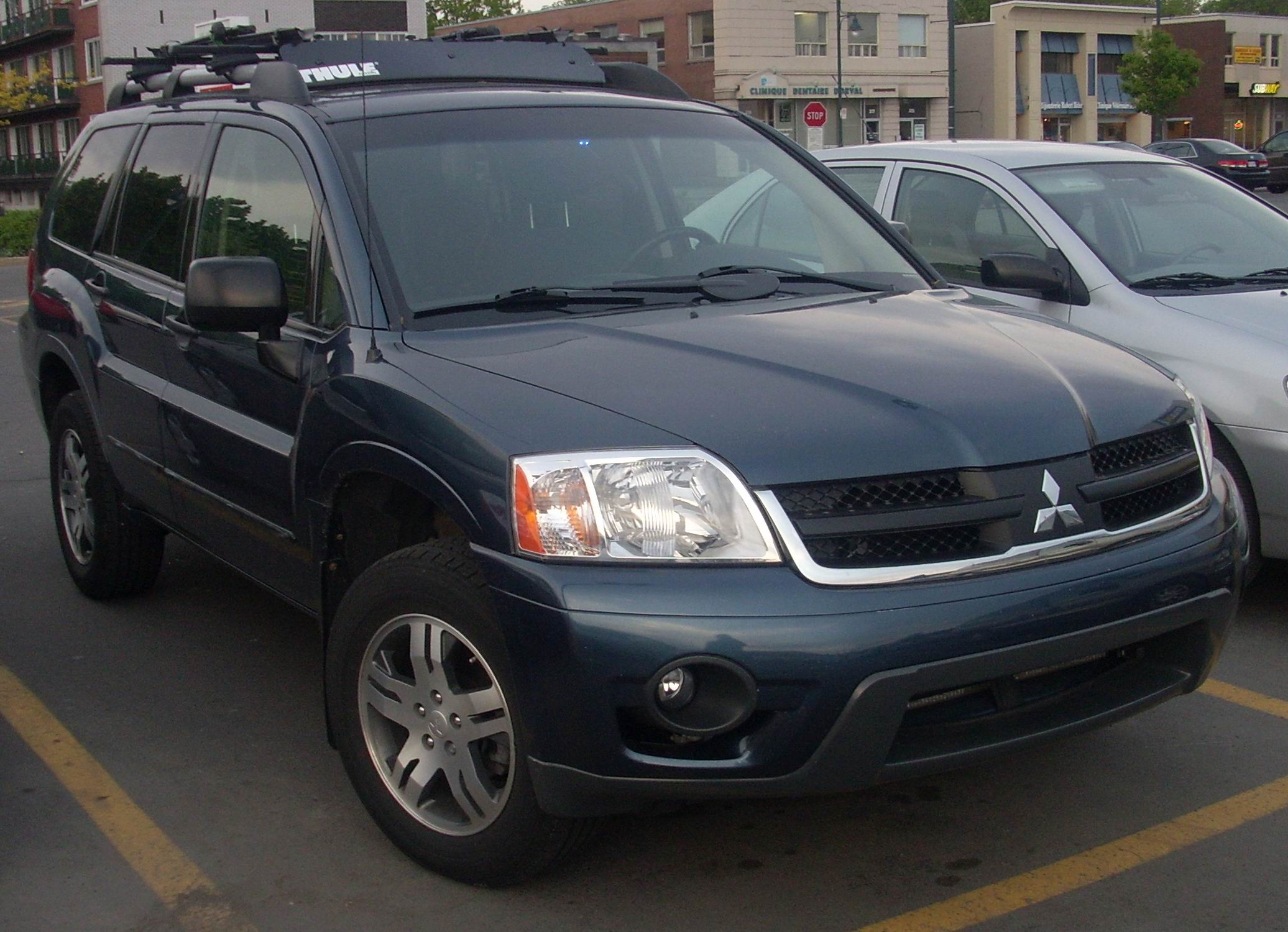
Mitsubishi Endeavor (Facelift)
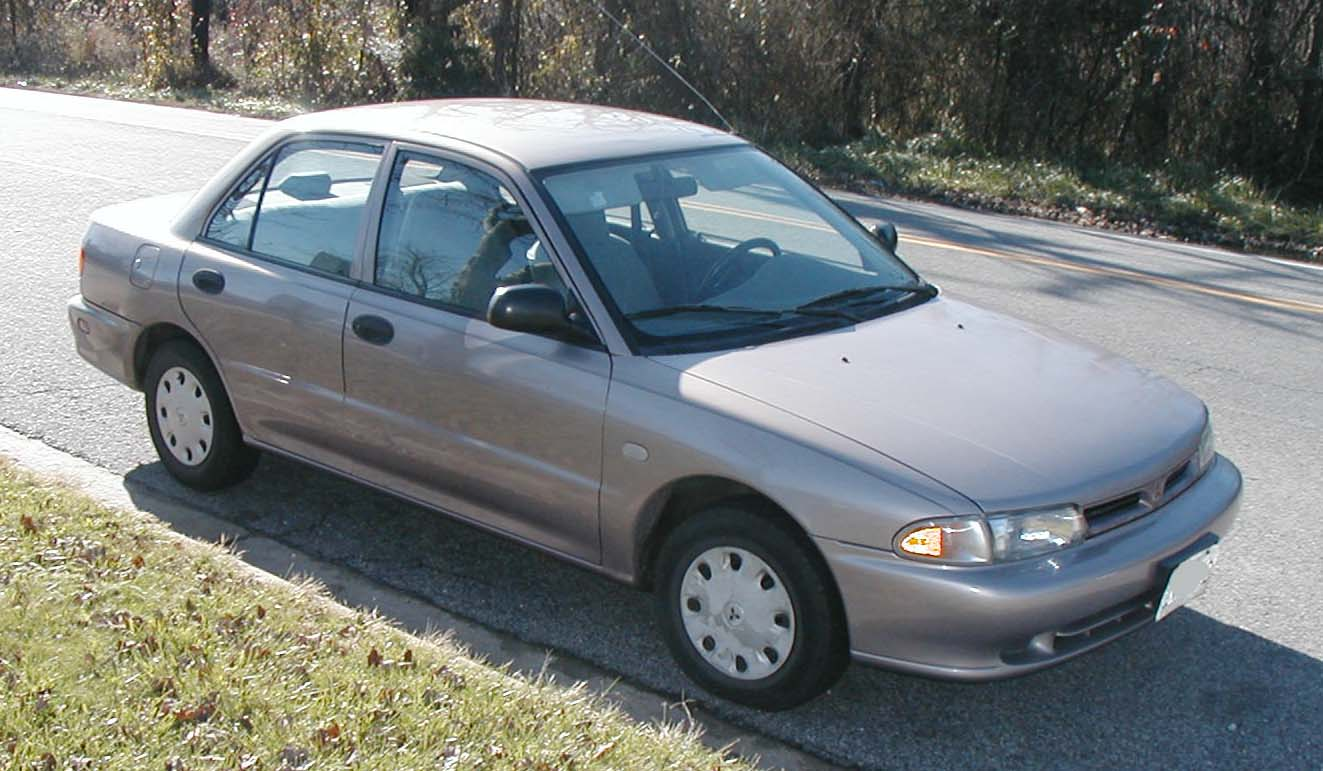
Mitsubishi Mirage (4. Generation)
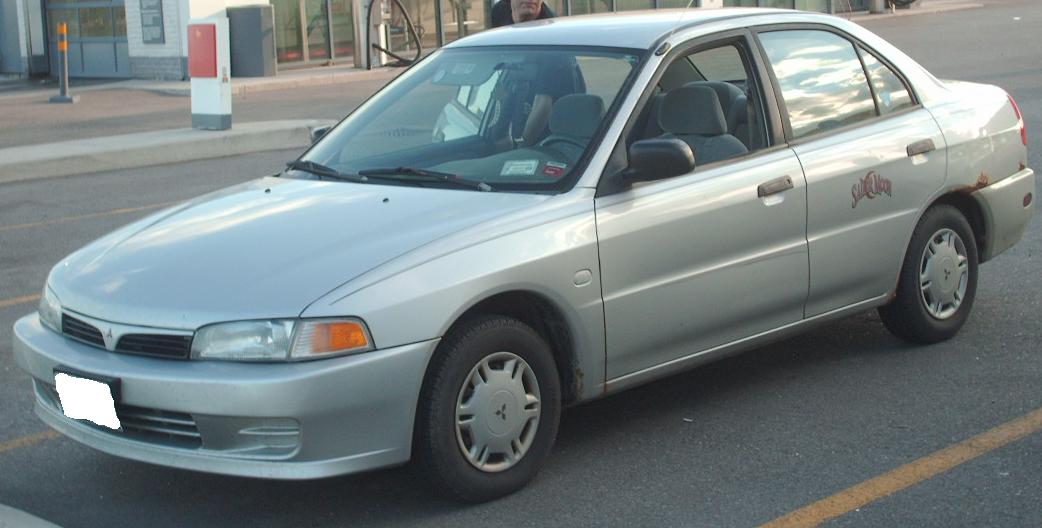
Mitsubishi Mirage (5. Generation)
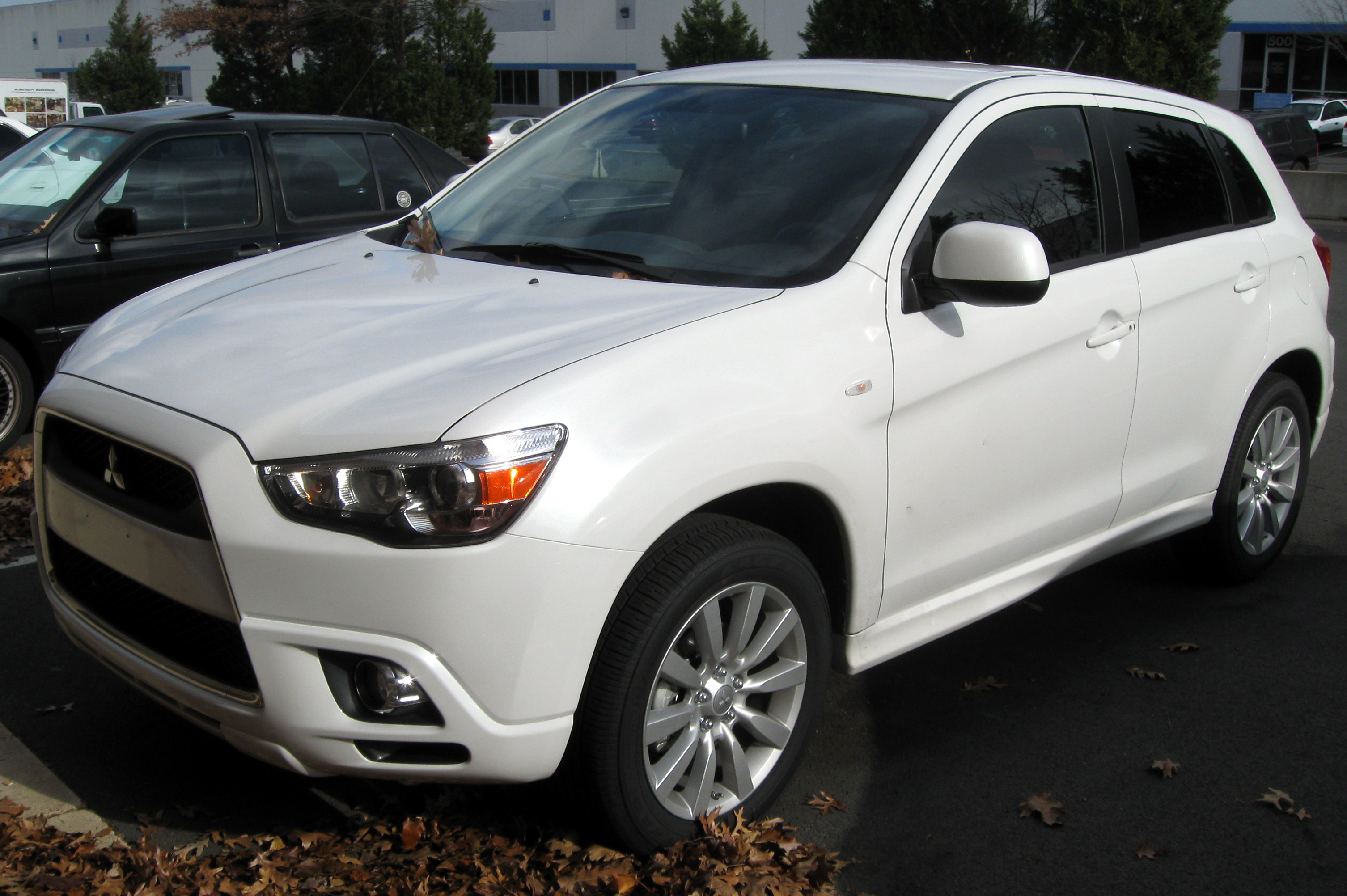
Mitsubishi Outlander Sport

### Modelle von Chrysler, Dodge, Eagle und Plymouth

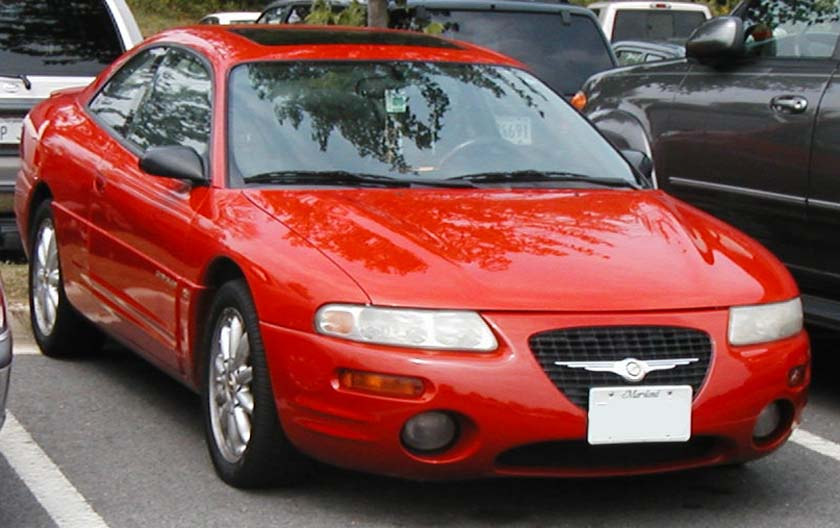
Chrysler Sebring Coupe (1. Gen.)
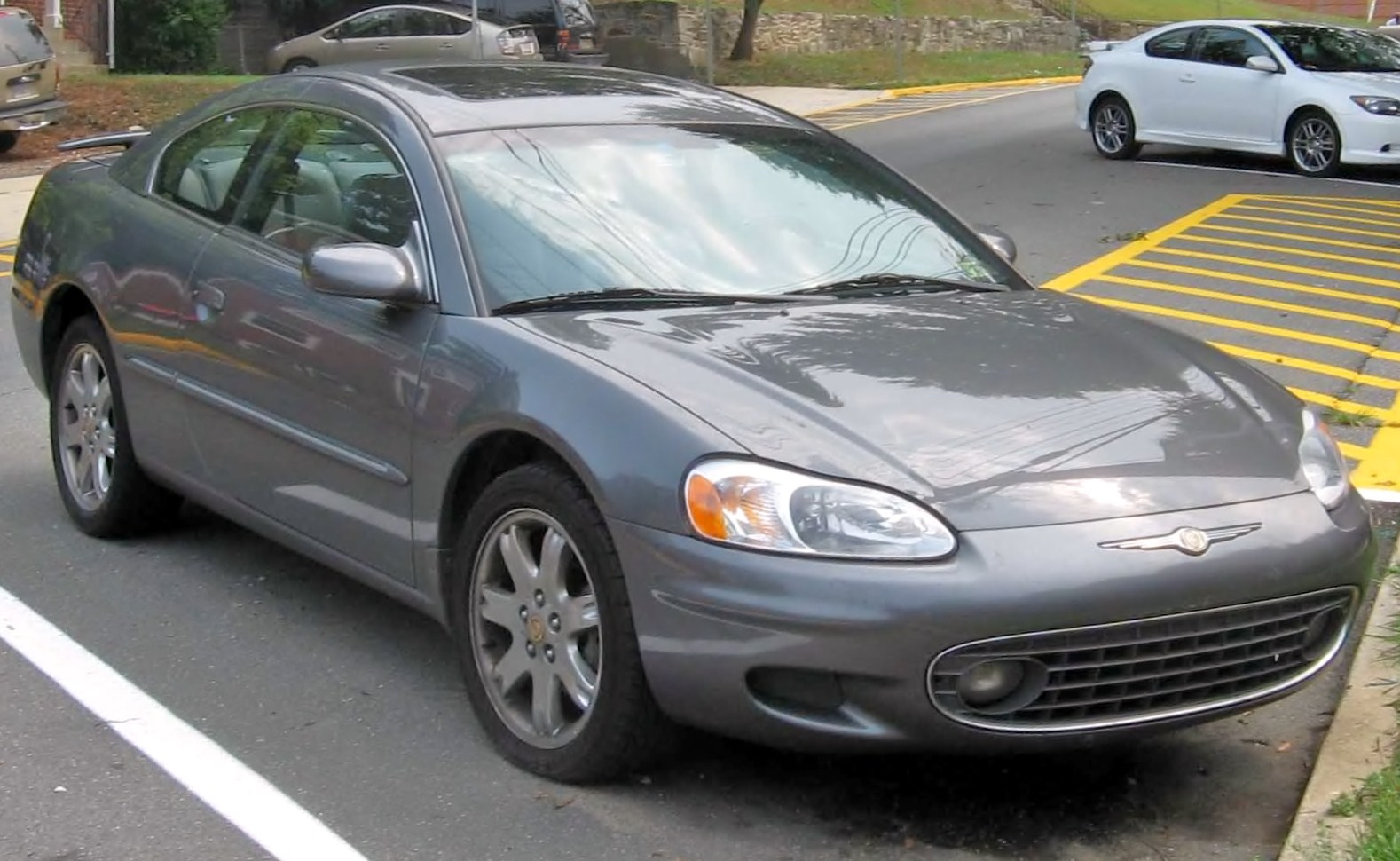
Chrysler Sebring Coupe (2. Gen.)
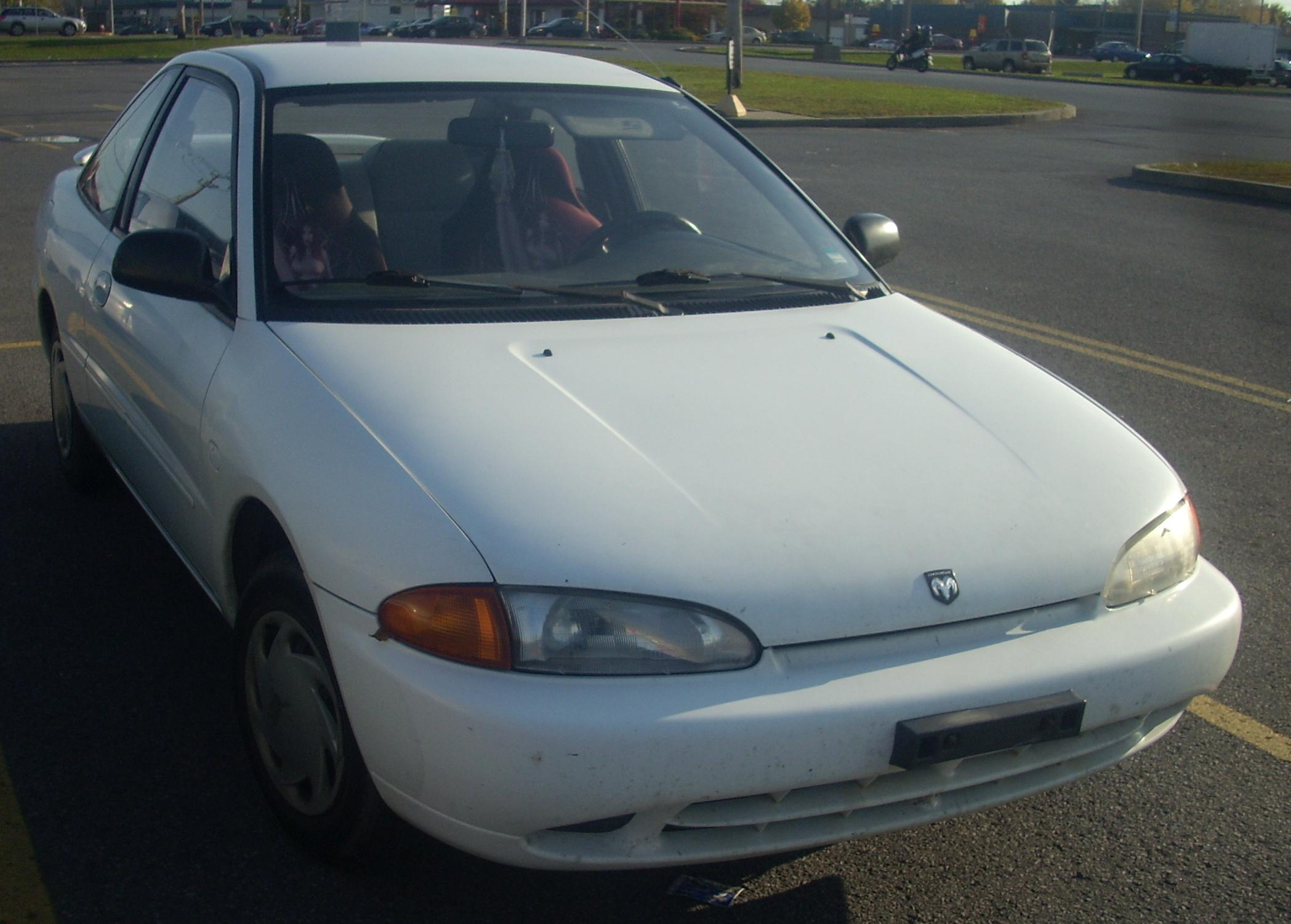
Dodge Colt Coupe
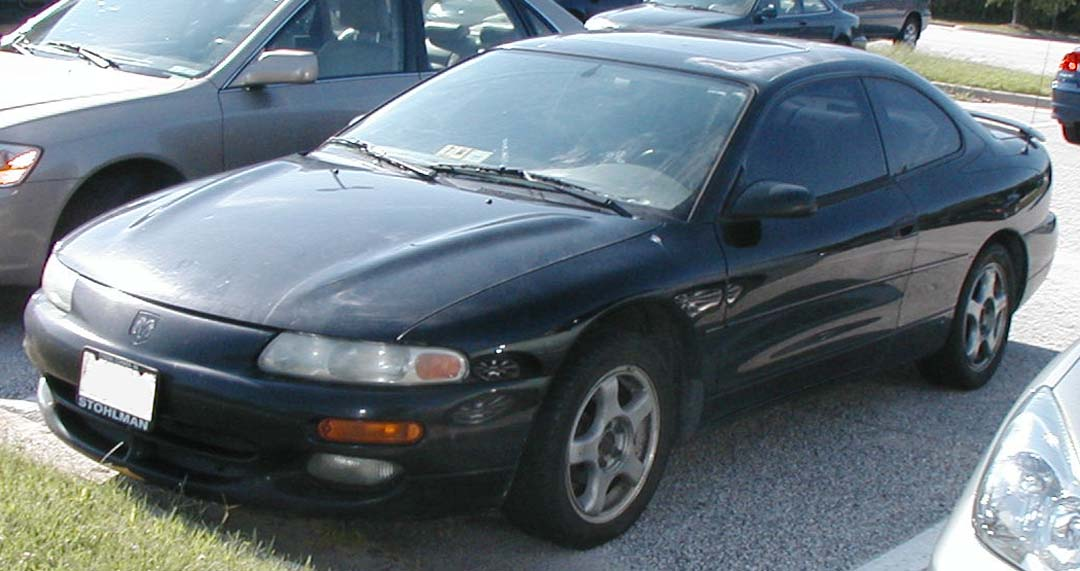
Dodge Avenger Coupe
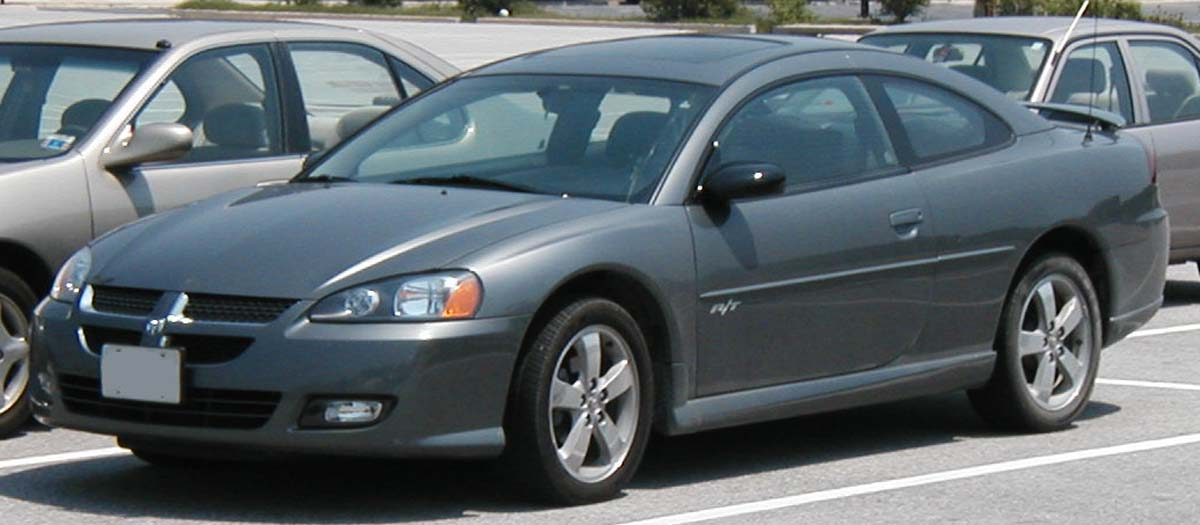
Dodge Stratus Coupe
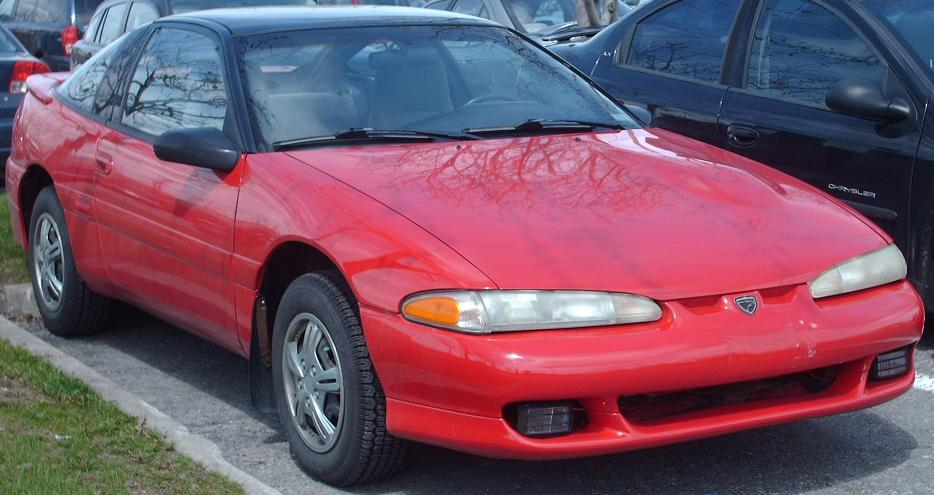
Eagle Talon (1. Generation)
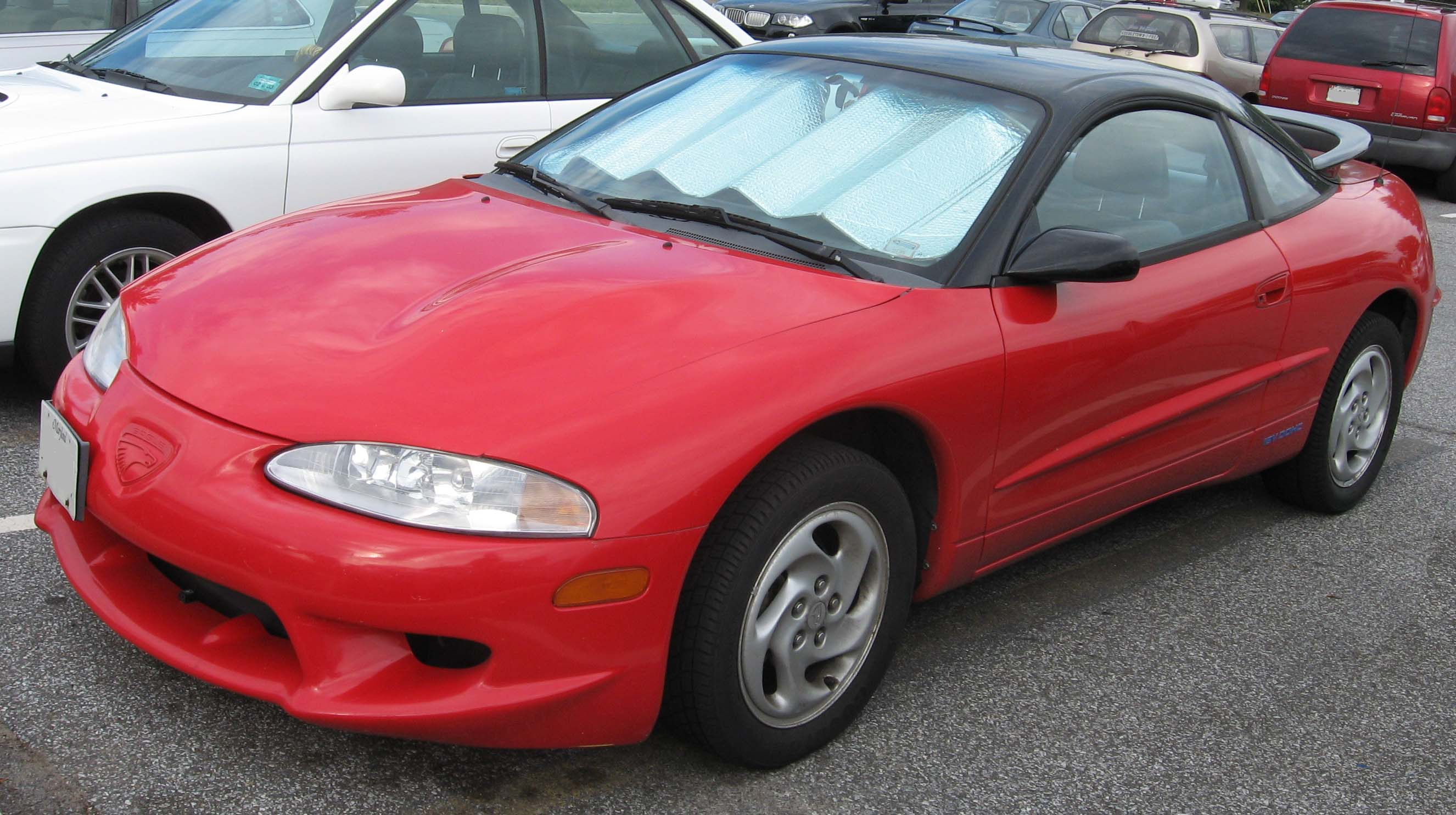
Eagle Talon (2. Generation)
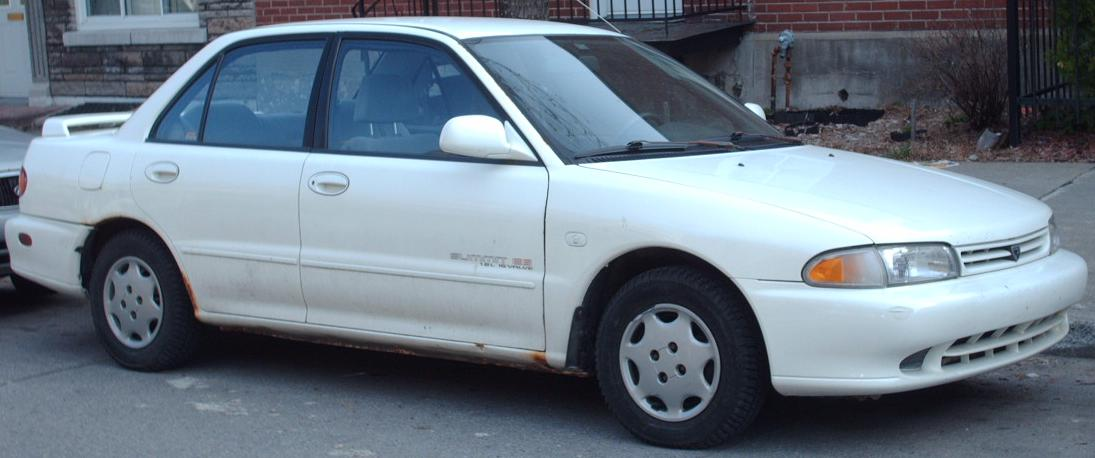
Eagle Summit
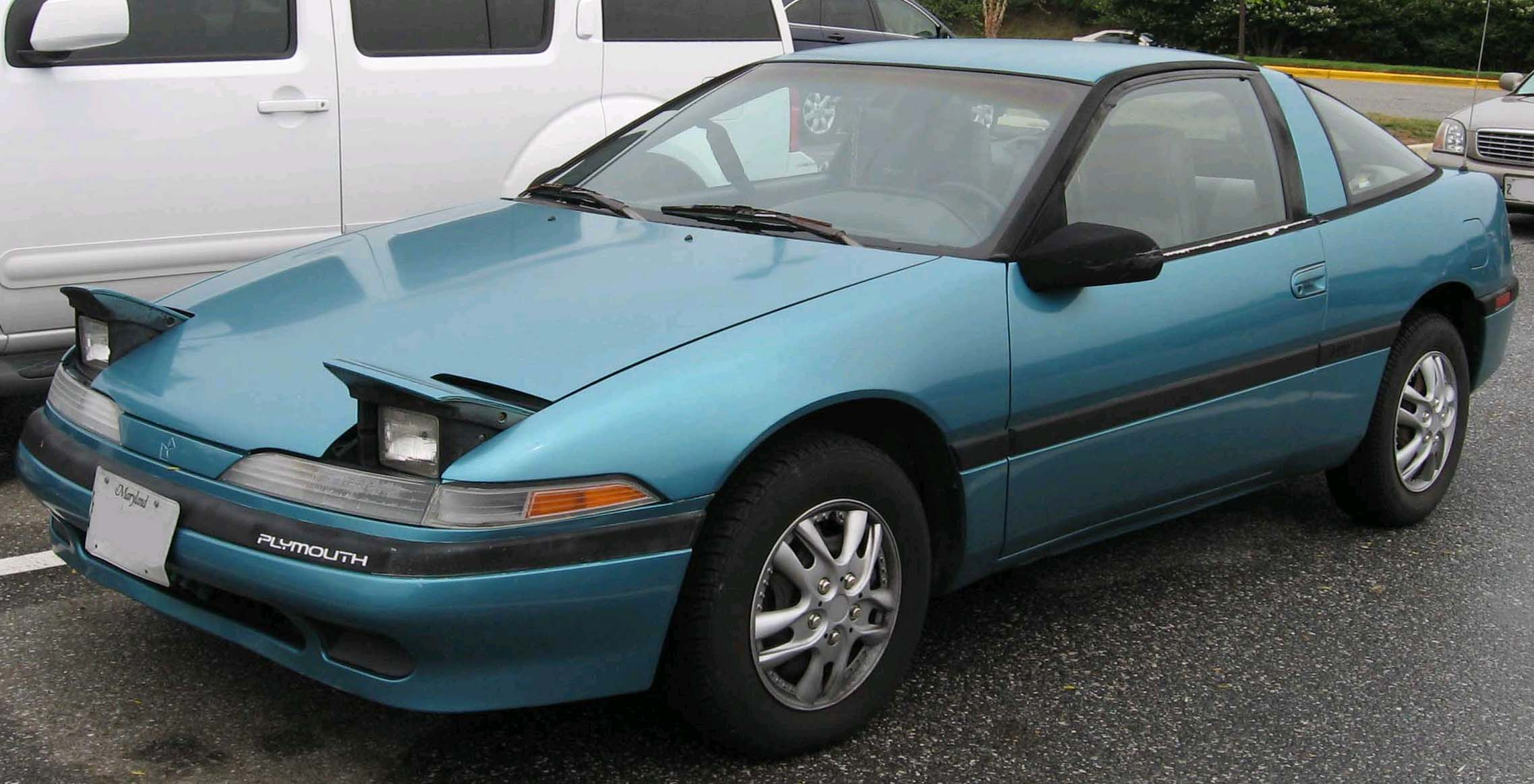
Plymouth Laser